# Ратови звезда: Успон Скајвокера
Ратови звезда: Успон Скајвокера (енгл. Star Wars: The Rise of Skywalker), познат и као Ратови звезда — епизода IX: Успон Скајвокера, амерички је научнофантастични филм из 2019. године, режисера, сценаристе и продуцента Џеј-Џеј Ејбрамса који представља девети део филмског серијала Ратови звезда и последњи у трилогији наставака, иза филмова Буђење силе (2015) и Последњи џедаји (2017). У главним улогама су Кери Фишер, Марк Хамил, Адам Драјвер, Дејзи Ридли, Џон Бојега, Оскар Ајзак, Ентони Данијелс, Наоми Аки, Донал Глисон, Ричард Е. Грант, Лупита Нјонго, Кери Расел, Џонас Суотамо, Кели Мари Трен, Били Ди Вилијамс и Ијан Макдермид.
Радња филма прати Реј, Фина и Поа Дамерона, док они предводе покрет отпора против врховног вође Кајло Рена и Првог реда, којима сада помаже галактички император Палпатин, за кога се мислило да је мртав. Након што је нова трилогија најављена 2012. године, првобитно је требало да режисер филма Последњи џедаји, Рајан Џонсон, напише сценарио за епизоду IX. У августу 2015. године, Колин Тревороу је одабран за режију, али је 2017. године напустио пројекат, због креативних разлика са продуценткињом Кетлин Кенеди, а Ејбрамс је унајмљен пар дана касније. Снимање филма почело је 1. августа 2018. у Енглеској, а завршено је 15. фебруара 2019; пост-продукција је завршена 24. новембра исте године. Са буџетом од 275 милиона долара, један је од најскупљих филмова икада снимљених.
Премијера филма је одржана 16. децембра 2019. године у Лос Анђелесу, а у америчке биоскопе је пуштен 20. децембра исте године. Филм је добио помешане критике од стране критичара, који су хвалили глуму, специјалне ефекте, музику Џона Вилијамса и крај целог серијала, али су критиковали преоптерећење приче и уочљиву разлику од тема и радње филма Последњи џедаји. Зарадио је 1,074 милијарди долара широм света, што га је учинило седмим најуспешнијим филмом из 2019. године. Филм је био номинован за три Оскара (најбоља оригинална музика, најбољи визуелни ефекти и најбоља монтажа звука) и три награде БАФТА (такође најбољи визуелни ефекти, најбоља оригинална музика и најбољи звук).

## Радња
Пратећи мистериозни пренос поруке широм галаксије наводно преминулог императора Палпатина, Кајло Рен проналази направу за проналажење сита на планети Мустафар, чији сигнал га доводи на скривену планету Ексегол. Тамо, он проналази физички ослабљеног Палпатина, који открива да је он створио Сноука као сопствену марионету, којом ће из позадине контролисати Први ред и намамити Кајло Рена на мрачну страну Силе. Палпатин открива своју тајну армаду Звезданих унишитеља и говори Кајлу да пронађе и убије Реј,
која је наставила своју обуку за џедаја и коју обучава генерал Леја Органа. У међувремену, Фин, По Дамерон и Чубака добијају информације од шпијуна из Првог реда, који потврђује да се Палпатин вратио. Реј открива белешку у џедајским списима, које је за собом оставио Лук Скајвокер, о направи за проналажење сита, која ће их одвести до Палпатина. Реј, Фин, По, Чубака, ББ-8 и Ц-3ПО одлазе на планету Пасана, како би пронашли тај трагач, док Р2-Д2 остаје са Лејом.
На Пасани, они се сусрећу са Лендом Калризијаном, који им указује на последњу могућу локацију трагача. Кајло Рен открива где се Реј налази помоћу њихове везе путем Силе и путује тамо са Витезовима Рена. Реј и остали налазе остатке атентатора Очија, његов брод и бодеж са уписаним ситовским текстом, који програм Ц-3ПО-а може да преведе, али му забрањује да прочита. Осећајући да је Кајло Рен у близини, Реј одлази да му се супротстави. Први ред заробљава Миленијумског сокола, Чубаку и бодеж. Реј у покушају да спаси Чубаку, случајно уништава летелицу Првог реда са грмљавином силе. Група бежи са Очијевим бродом, претпостављајући да је Чубака погинуо у експлозији.
По предлаже да оду на планету Каџими, како би извукли ситовски текст из меморије Ц-3ПО-а. Тај процес брише меморију Ц-3ПО-а, али открива локацију трагача на планети Кеф Бир. Реј осећа да је Чубака преживео и група отпочиње спасилачку мисију. Док Кајло Рен тражи Реј, група се инфилтрира на његов Звездани уништитељ уз помоћ Зори Блис, старе Поове познанице. Реј проналази бодеж и има визију Очија како убија њене родитеље са њим. Кајло Рен говори Реј како је она Палпатинова унука; Палпатин је наредио Очију да пронађе Реј као дете, али њени родитељи су је сакрили на планети Џаку, како би била безбедна. Генерал Хакс спашава Поа, Фина и Чубаку од погубљења, откривајући да је он шпијун. Он их пушта да побегну на Соколу, али бива погубљен због издаје.
Група долази на Кеф Бир. Џана, бивши стормтрупер и симпатизерка Покрета отпора, одводи их до остатака друге Звезде смрти, где Реј налази трагач. Кајло Рен, који их је пратио до Кеф Бира, уништава тај трагач и тражи од Реј помоћ да победи Палпатина. Реј и Кајло Рен се након тоге боре. Леја, умирући, зове Кајло Рена путем Силе, одвраћајући му пажњу, док га Реј пробада светлосном сабљом. Осећајући Лејину смрт, Реј лечи Кајло Рена и одлази у егзил на планету Ахч-То. Луков дух се појављује и охрабрује Реј да се суочи са Палпатином, даје јој Лејину светлосну сабљу и свој стари Екс-винг ловац. Реј одлази на Ексегол, користећи трагач са Кајло Реновог брода. Кајло Рен разговара са визијом свог оца Ханом Солом, одбацује своју светлосну сабљу и враћа свој идентитет као Бен Соло. Палпатинов Звездани уништитељ уништава Каџими, као демонстрацију силе.
У побуњеничкој бази, Р2-Д2 обнавља меморију Ц-3ПО-у. Побуњеници прате Рејине координате до Ексегола, где се она суочава са Палпатином, који јој тражи да га убије како би његов дух прешао на њу. Лендо доводи појачање широм галаксије, који се придружују борби. Бен надјачава Витезове Рена и долази да помогне Реј. Препознајући Реј и Бена као пар Силе, Палпатин исушује њихове моћи, подмлађавајући себе и баца Бена у увалу. Он напада целу побуњеничку флоту са грмљавином Силе. Ослабљена Реј, зачује гласове пређашњих џедаја, који јој пружају своју моћ. Палпатин је напада грмљавином, али Реј га одбија користећи светлосне сабље Скајвокерових, убијајући њега, али и себе. Бен је оживљава користећи Силу. Реј љуби Бена, пре него што он умре, његово тело нестаје заједно са Лејиним. Побуњеници уништавају остатак Палпатинове армаде.
Док побуњеници славе победу, Реј посећује имање Ларсових на планети Татуин. Она закопава светлосне сабље Скајвокерових, показујући да је направила сопствену. Локална жена која је проналази ту, упита је за њено име, а Реј након што је видела духове Лука и Леје, одговара „Реј Скајвокер”.

## Улоге
| Глумац                            | Улога                               |
| --------------------------------- | ----------------------------------- |
| Кери Фишер                        | генерал Леја Органа                 |
| Марк Хамил                        | Лук Скајвокер                       |
| Адам Драјвер                      | Бен Соло / Кајло Рен                |
| Дејзи Ридли                       | Реј Палпатин-Скајвокер              |
| Џон Бојега                        | Фин                                 |
| Оскар Ајзак                       | По Дамерон                          |
| Ентони Данијелс                   | Ц-3ПО                               |
| Џими Ви                           | Р2-Д2                               |
| Били Ди Вилијамс                  | Лендо Калризијан                    |
| Џонас Сутамо                      | Чубака                              |
| Ијан Макдермид                    | Император Шив Палпатин              |
| Брајан Херинг                     | ББ-8                                |
| Кели Мари Трен                    | Роуз Тико                           |
| Харисон Форд                      | Хан Соло                            |
| Донал Глисон                      | генерал Армитаж Хакс                |
| Лупита Нјонго                     | Маз Каната                          |
| Кери Расел                        | Зори Блис                           |
| Наоми Аки                         | Џана                                |
| Доминик Монахан                   | Бомонт Кин                          |
| Ричард Е. Грант                   | генерал Прајд                       |
| Били Лурд                         | Кајдел Ко Коникс                    |
| Џејмс Ерл Џоунс Хејден Кристенсен | Дарт Вејдер Анакин Скајвокер (глас) |
| Јуан Макгрегор Алек Гинис         | Оби-Ван Кеноби (глас)               |
| Френк Оз                          | Јода (глас)                         |
| Семјуел Л. Џексон                 | Мејс Винду (глас)                   |
| Фреди Принц Џуниор                | Канан Џарус (глас)                  |
| Лијам Нисон                       | Квај-Гон Џин (глас)                 |
| Енди Серкис                       | врховни вођа Сноук (глас)           |
| Денис Лосон                       | Веџ Антилис                         |
| Ворвик Дејвис                     | Викет В. Варик                      |

## Продукција

### Развој филма
У октобру 2012. године, творац Ратова звезда Џорџ Лукас, продао је своју издавачку кућу Лукасфилм и самим тим права на филмове о Ратовима звезда компанији Волт Дизни. Дизни је након тога најавио нову трилогију наставака. У јуну 2014. године најављено је да ће режисер филма Последњи џедаји, Рајан Џонсон, написати сценарио за епизоду IX, који је две године касније изјавио да није био укључен у писање сценарија. У августу 2015. године, Колин Тревороу је одабарн за режију и такође је требало да напише сценарио заједно са Дереком Конолијем. У фебруару 2016. године, извршни директор Дизнија Боб Ајгер је потврдио да је пре-продукција за епизоду IX почела. У априлу 2017. године, Дизни је најавио да ће филм изаћи 24. маја 2019. године. Месец дана касније, очекивано је да снимање започне у јануару 2018. године, али је померено за август.
У августу 2017. године, најављено је да ће Џек Торн, прерадити сценарио. 5. септембра исте године Колин Тревороу је напустио продукцију због креативних разлика. Холивуд репортер је изјавио да је његов пословни однос са Кетлин Кенеди постао неизводљив, због неуспеха да издају задовољавајући сценарио, иако су направили неколико нацрта. Према гласнинама, Рајан Џонсон је био најбољи избор да замени Тревороуа као режисер, али је изјавио да никада није био у плану за режију. Следећег дана, најављено је да ће Џеј-Џеј Ејбрамс, режисер Буђења силе, режирати овај филм и излазак филма померен је за 20. децембар 2019. године. Сценаристи су се састали са Џорџом Лукасом пре писања новог сценарија. Прича је преправљана неколико пута пре него што је снимање завршено.
Пре снимања епизоди IX је дат радни наслов Црни дијамант. Наслов филма је заједно са првим трејлером објављен 12. априла 2019. године, на прослави Ратова звезда у Чикагу. У трејлеру се појављују: Леја Органа, Кајло Рен, Ц-3ПО, Лук Скајвокер, Реј, Фин, По Дамерон, ББ-8, његов нови пријатељ Д-0, Лендо Калризијан, Чубака и на велико изненађење свих, на самом крају се чује препознатљиви смех императора Палпатина. Реакције на прву најаву филма и наслов су биле позитивне, а видео је достигао 5 милиона прегледа за само 5 сати од објављивања.

### Кастинг
Од глумачке поставе из претходних делова у деветој епизоди појављују се Кери Фишер, која је поново била у улози Леје Органе чак и 3 године након своје смрти помоћу неискоришћених снимака из епизода VII и VIII које је претходно снимила, Марк Хамил у улози Лука Скајвокера, Дејзи Ридли, Адам Драјвер, Оскар Ајзак, Џон Бојега, Донал Глисон, Лупита Нјонго, Били Лурд и Кели Мари Тран су се вратили у своје улоге из трилогије наставака, а Ентони Данијелс је као и у свим досадашњим филмовима био у улози Ц-3ПО-а. Од ликова из оригиналне трилогије вратио се и Били Ди Вилијамс у улози Ленда Калризијана, први пут након филма Повратак џедаја из 1983. године. У новим улогама појављују се Кери Расел, Доминик Монахан, Наоми Аки и Ричард Грант.
Централни лик филма требало је да буде Леја Органа, као што је Хан Соло то био у Буђењу силе и Лук Скајвокер у Последњим џедајима, али је због смрти глумице Кери Фишер, лик Леје доста мање времена био присутан у филму, мада, како је редитељ Џеј-Џеј Ејбрамс рекао: „Леја ће бити срце целе приче.”

### Снимање
Снимање је почело 1. августа 2018. године у Пајнвуд студију у Бакингемширу, Енглеска, као и у Вади Руму у Јордану. Оскар Ајзак је изјавио да је Ејбрамс дозволио више импровизације глумаца, него у претходна два филма. Због густог распореда, неки делови мотаже су рађени директно на сету. Снимање је завршено 15. фебруара 2019. године. Снимци из филма су приказани на годишњем састанку акционара компаније Волт Дизни 7. марта исте године.

### Пост-продукција
Визуелне ефекте је обезбедила компанија Индустријска светла и магија и надгледао их је Роџер Гујет. Током једног интервјуа 25. новембра 2019. године, Ејбрамс је изјавио да је пост-продукција филма завршена дан раније. Он је такође изјавио да је један члан глумачке екипе случајно оставио копију сценарија у хотелској соби, која је касније понуђена на продају на Ибеју. Једна чистачица је пронашла сценарио и ставила је на продају за око 65 фунти. Дизнијев запослени је идентификовао је сценарио као аутентичан и купио га од продавца за непознату суму. 27. новембра исте године Џон Бојега је изјавио да је тај сценарио припадао њему и да га је заборавио испод свог кревета, током одласка.

## Премијера
Филм је оригинално заказан за излазак 24. маја 2019. године, у Сједињеним Државама пре него што је померен назад на 20. децембар. Премијерно је приказан у Лос Анђелесу 16. децембра, а два дана касније у Француској. За разлику од већине филмова овог студија, Дизни није одржао пробне пројекције овог филма, уместо тога једино га је приказао Ејбрамсовим пријатељима и породици, као и веома болесном обожаваоцу.
Сцена пред крај филма, у којој се два женска члана Покрета отпора љубе, је исечена у Дубаију и Сингапуру.
Филм је доступан на стриминг услузи Дизни+ од 4. маја 2020. године.